# Oxid americičitý
Oxid americičitý (AmO2) je radioaktivní sloučeninou kyslíku s americiem, které v něm má oxidační číslo IV. Vytváří černé krychlové krystaly se strukturou fluoritu. Používá se jako zdroj alfa částic.

## Výroba
Při výrobě oxidu americičitého se používá vysrážení americia rozpuštěného v kyselině chlorovodíkové. Výroba AmO2 se zastavila kvůli potížím při skladování tohoto roztoku, protože alfa záření a kyselina chlorovodíková způsobovaly, že příslušné nádoby se postupem času rozkládaly. Národní laboratoře Oak Ridge vyřešily tento problém přeměnou kyselinového roztoku americia na vysráženou formu prvku.

### Výroba (1960)
Výroba oxidu americičitého popsaná v Národních laboratořích Oak Ridge zahrnuje vytvoření roztoku americia v kyselině chlorovodíkové a následnou neutralizaci roztokem amoniaku. Po neutralizaci se do nově vzniklého roztoku přidá kyselina šťavelová v podobě nasyceného roztoku, čímž dojde k vytvoření velkých krystalků šťavelanu americičitého. Po úplném vysrážení je znovu přidána kyselina šťavelová za vzniku kašovité směsi. Ze směsi se odfiltruje šťavelan, promyje se vodou a je vysušen, následně dojde k jeho rozkladu při 350 °C, kdy začne vznikat oxid. Aby oxid neobsahoval zbytky šťavelanu, je teplota zvýšena na 800 °C a nakonec pomalu snižována na pokojovou teplotu.

## Slitiny americia s hliníkem
Slitiny americia s hliníkem jsou vytvářeny tavením AmO2 s hliníkem za přídavku tavidla. Vzniklá slitina může projít ozářením neutrony za vzniku nuklidů transuranů.